# Протасов, Илья Васильевич
Илья Васильевич Протасов (1796 или 1797 — около 1860) — анатом, физиолог, медик, экстраординарный профессор Медико-хирургической академии, надворный советник.

## Биография
Происходил из духовного сословия — сын пономаря. Учился в московской семинарии до увольнения оттуда в епархиальное ведомство 1 сентября 1820 года. В 1822 году поступил своекоштным студентом на медицинское отделение Московского университета. В 1824 и 1826 годах получил две серебряные медали за лучшие сочинения на медицинские темы. Окончил курс докторантом (1827). После университета практиковал в больнице для бедных Московского воспитательного дома, а 4 марта 1831 года защитил диссертацию «De Peritonitide» и был утверждён в степени доктора медицины.
В январе 1832 года Протасов был определён помощником профессора при Клиническом институте внутренних болезней; 24 февраля 1834 года ему было поручено преподавание анатомии и физиологии, а 7 марта он был утверждён адъюнкт-профессором сравнительной анатомии и физиологии домашних животных и с 1834/5 учебного года преподавал эти предметы студентам 2-го курса. В 1834 году Протасов был утверждён секретарём врачебного отделения университета. В январе 1836 года, как оставшийся сверх штата, был уволен из университета.
С сентября 1837 года — адъюнкт-профессор по кафедре общей терапии и наставления писать рецепты московского отделения медико-хирургической академии; с сентября 1838 — экстраординарный профессор фармакологии, рецептуры и общей терапии.
С декабря 1839 года — на пенсии. Умер в конце 1850-х — начале 1860-х годов (в период с 1858 по 1863 год).

## Научные труды
- «De peritonitide», диссертация на степень доктора медицины (М., 1831);
- «De cura aegrotum: praelectio», «Об учении клиническом» (М., 1835);
- «О потребностях, со стороны врача, сциентифических и практических» // Ученые записки московского университета. — 1836. — № 10. — V. 236.
- «De natura vim medicandi», «О целительном действии натуры», (М., 1838)
- «Родильная лихорадка» // «Друг Здравия». — 1839. — № 46. — С. 839.